# L'Homme du labyrinthe
Pour plus de détails, voir Fiche technique et Distribution.
L'Homme du labyrinthe (L'uomo del labirinto) est un giallo italien écrit et réalisé par Donato Carrisi, sorti en 2019.
Il s'agit de l'adaptation du roman L’Égarée (it) (L'uomo del labirinto) de Donato Carrisi, publié en 2017.

## Synopsis
Kidnappée 15 ans plus tôt, une jeune fille, Samantha (Valentina Bellè), est retrouvée nue et blessée dans une forêt. Amnésique, en état de choc et traumatisée, elle est rapidement prise en charge par le docteur Green (Dustin Hoffman), un criminologue déterminé à l'aider à retrouver la mémoire afin de démasquer son ravisseur. Tout compte fait, elle parvient à se souvenir d'un labyrinthe sans issue dans lequel son kidnappeur l'a forcée à résoudre des énigmes sans fin. En cas d'échec, il la châtiait sévèrement. De son côté, au courant de sa libération, le détective privé Bruno Genko (Toni Servillo) se met sur l'affaire pour arrêter le sadique. Condamné par la maladie, il est convaincu qu'il peut conclure sa vie sur son arrestation…

## Fiche technique
Sauf indication contraire, les informations mentionnées dans cette section peuvent être confirmées par le générique de fin de l'œuvre audiovisuelle présentée ici, ainsi que par la base de données cinématographiques IMDb,  présente dans la section « Liens externes ».
- Titre original : L'uomo del labirinto
- Titre français : L'Homme du labyrinthe
- Réalisation : Donato Carrisi
- Scénario : Donato Carrisi, d'après son roman L’Égarée (L'uomo del labirinto)[1]
- Musique : Vito Lo Re
- Direction artistique : Tiberio Caporossi
- Décors : Tonino Zera
- Costumes : Patrizia Chericoni
- Photographie : Federico Masiero
- Montage : Massimo Quaglia
- Production : Maurizio Totti et Alessandro Usai
- Production déléguée : Giovanni Arcadu, Dustin Hoffman et Toni Servillo
- Sociétés de production : Gavila ; Colorado Film Production[2],[3] et Rainbow S.p.A. (coproductions)
- Société de distribution : Medusa Film
- Pays de production :  Italie
- Langue originale : italien
- Format : couleur - 2.35:1
- Genres : giallo ; drame, horreur, policier, thriller
- Durée : 130 minutes
- Dates de sortie  :
  - Italie : 31 octobre 2019[4]
  - France : 20 avril 2021 (VAD)[5]

## Distribution
Sauf indication contraire ou complémentaire, les informations mentionnées dans cette section proviennent du générique de fin de l'œuvre audiovisuelle présentée ici.

## Production
Le tournage commence le 18 mars 2019 aux studios de Cinecittà, à Rome (Italie), pour une durée de 7 semaines,.
La musique du film est composée par Vito Lo Re, dont la bande originale est sortie par Plaza Mayor en octobre 2019.
Liste de pistes
1. Fifteen Years Ago (2:39)
2. The Bar (2:05)
3. The Letter (2:20)
4. Back Into The Labyrinth (5:44)
5. The Swamp (1:10)
6. Bunny (2:02)
7. In the City (1:53)
8. There Was a Door (4:25)
9. The Comics Man (1:51)
10. Back in the City (0:36)
11. Genko at Home (2:14)
12. Linda Dies (3:53)
13. The Cat (0:55)
14. The Baby (1:16)
15. The Hotel Room (3:38)
16. The Dark Infected Him (2:23)
17. The Picture (1:07)
18. Bunny’s Lair (2:26)
19. The Game of the Dark (1:35)
20. Paul Macinsky (5:37)
21. The Pizza Man (2:18)
22. Genko Dies (0:49)
23. He Wants to Get Her Back (1:50)
24. He Died Twenty Minutes Ago (0:38)
25. The Monster’s Room (3:03)
26. Escaping from the Labyrinth (5:55)
27. Into the Labyrinth (3:07)
28. Genko’s Theme (1:54)